# 기술적 법규
기술적 법규(技術的法規)는 건축 법규·보건 법규·교통 법규와 같이 그 내용이 기술적인 법규이다. 예를 들면 우측통행 등의 교통 규정 자체는 기술적으로 고안해 낸 규칙으로, 그 자체에 윤리성은 없으나 복잡한 현대 문명의 질서를 유지하고 사람들의 생활 관계의 정의를 확보하기 위하여 법률이 채용한 것이다. 기술적 규칙이라고 하더라도 일단 법규로서 정하여지면 그것을 지키는 것이 윤리적 의무로 된다. 사회가 발달함에 따라 기술적 법규가 증가된다.